# Jan Brzák-Felix
Jan Brzák-Felix, né le 6 avril 1912 à Prague et mort le 15 juillet 1988 dans la même ville, est un céiste tchécoslovaque pratiquant la course en ligne et le slalom.

## Palmarès

### Jeux olympiques (course en ligne)
- 1936 à Berlin
  -  Médaille d'or en C-2 1 000 m
- 1948 à Londres
  -  Médaille d'or en C-2 1 000 m
- 1952 à Helsinki
  -  Médaille d'argent en C-2 1 000 m [1]

### Championnats du monde de course en ligne
- 1938 à Vaxholm
  -  Médaille d'or en C-2 10 000 m
  -  Médaille d'argent en C-2 1 000 m
- 1950 à Copenhague
  -  Médaille d'or en C-2 1 000 m
  -  Médaille d'or en C-2 10 000 m

### Championnats du monde de slalom
- 1949 à Genève
  -  Médaille d'argent en C-1 par équipe
  -  Médaille d'argent en C-2 par équipe
  -  Médaille de bronze en C-1
  -  Médaille de bronze en C-2